# Fundacja Alfreda P. Sloana
Fundacja Alfreda P. Sloana (ang. The Alfred P. Sloan Foundation) – fundacja finansująca głównie badania i kształcenie naukowe, techniczne, ekonomiczne oraz dotyczące jakości życia w USA. Jeden z jej programów nosi nazwę „Powszechny dostęp do utrwalonej wiedzy” i wspiera wolny dostęp do ludzkiej wiedzy.
Została utworzona w 1934 roku przez ówczesnego prezesa i CIO General Motors Alfreda Sloana.
25 marca 2008 roku Fundacja Alfreda P. Sloana ogłosiła przekazanie Fundacji Wikimedia wsparcia finansowego w kwocie trzech milionów dolarów.